# Limes Tripolitanus

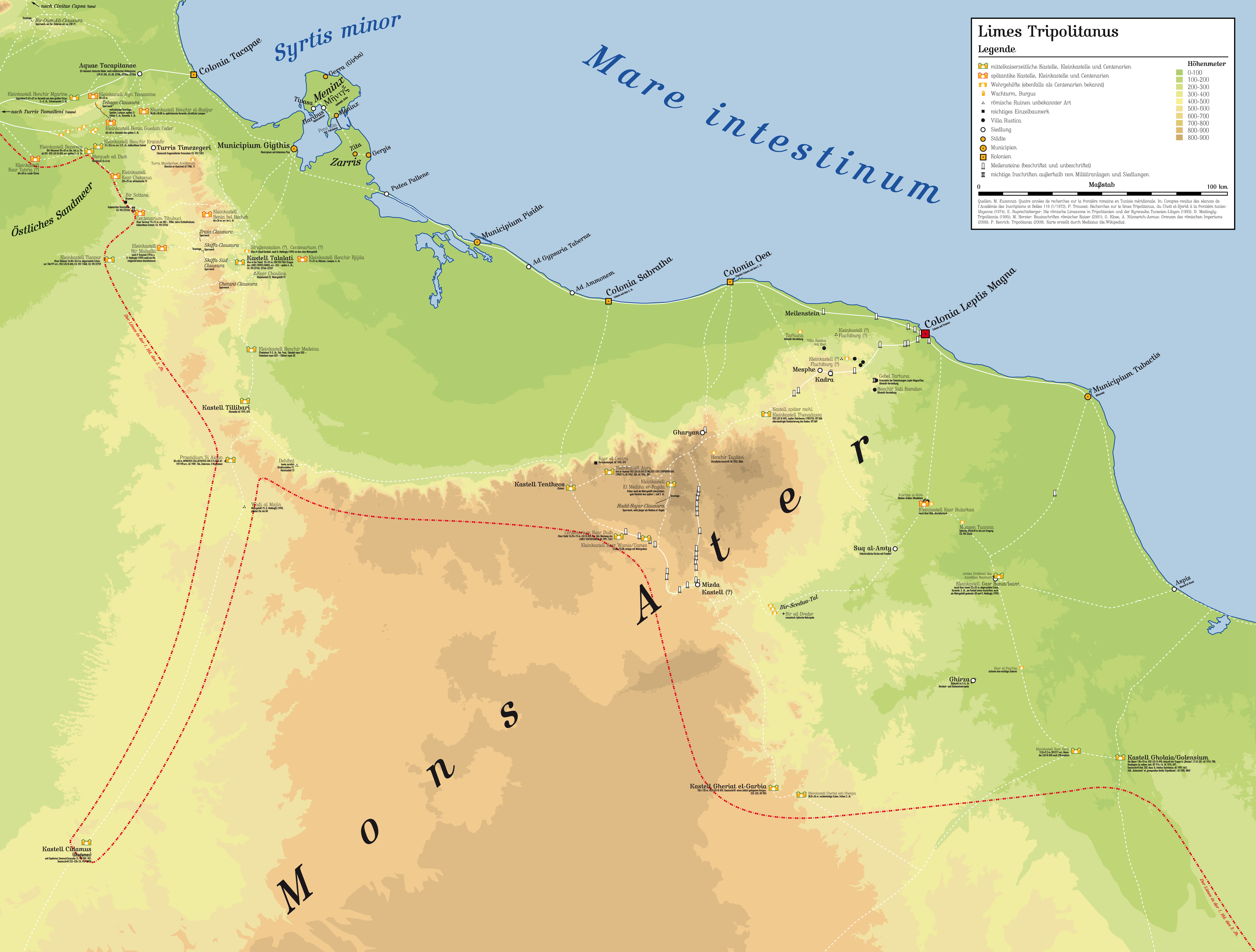
Mapa del Limes Tripolitanus

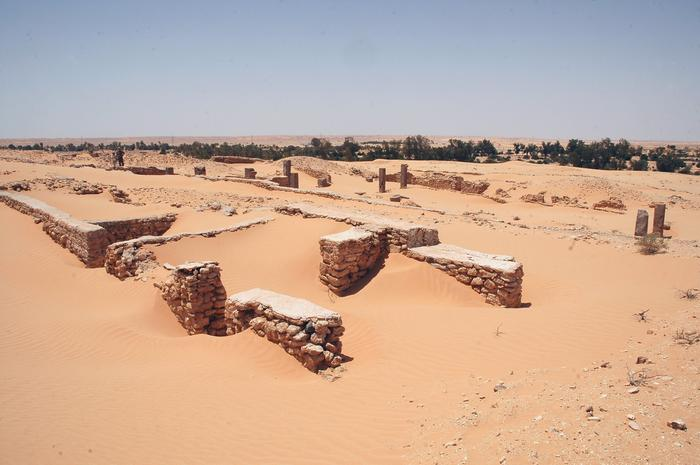
Foto del castro romano de Golaia (actual Bu Njem) en el Limes Tripolitanus.

El Limes Tripolitanus fue una zona fronteriza de defensa del Imperio Romano, construida en el sur de lo que hoy es Túnez y el noroeste de Libia. Se pensó principalmente como una protección para las ciudades tripolitanas de Leptis Magna, Sabratha y Oea en la Libia romana.

## Historia
El Limes Tripolitanus fue construido por encargo del emperador Augusto. Estuvo relacionado principalmente con la amenaza de los garamantes., frente a la cual Septimio Flaco en el año 50 realizó una expedición militar que alcanzó el actual Fezán y más al sur.
Los romanos no conquistaron a los garamantes, sino que los sedujeron con beneficios comerciales y los desanimaron con la amenaza de guerra. La última incursión de los garamantes a la costa fue en el año 69, cuando se unieron al pueblo de Oea (actual Trípoli) en la batalla contra Leptis Magna.

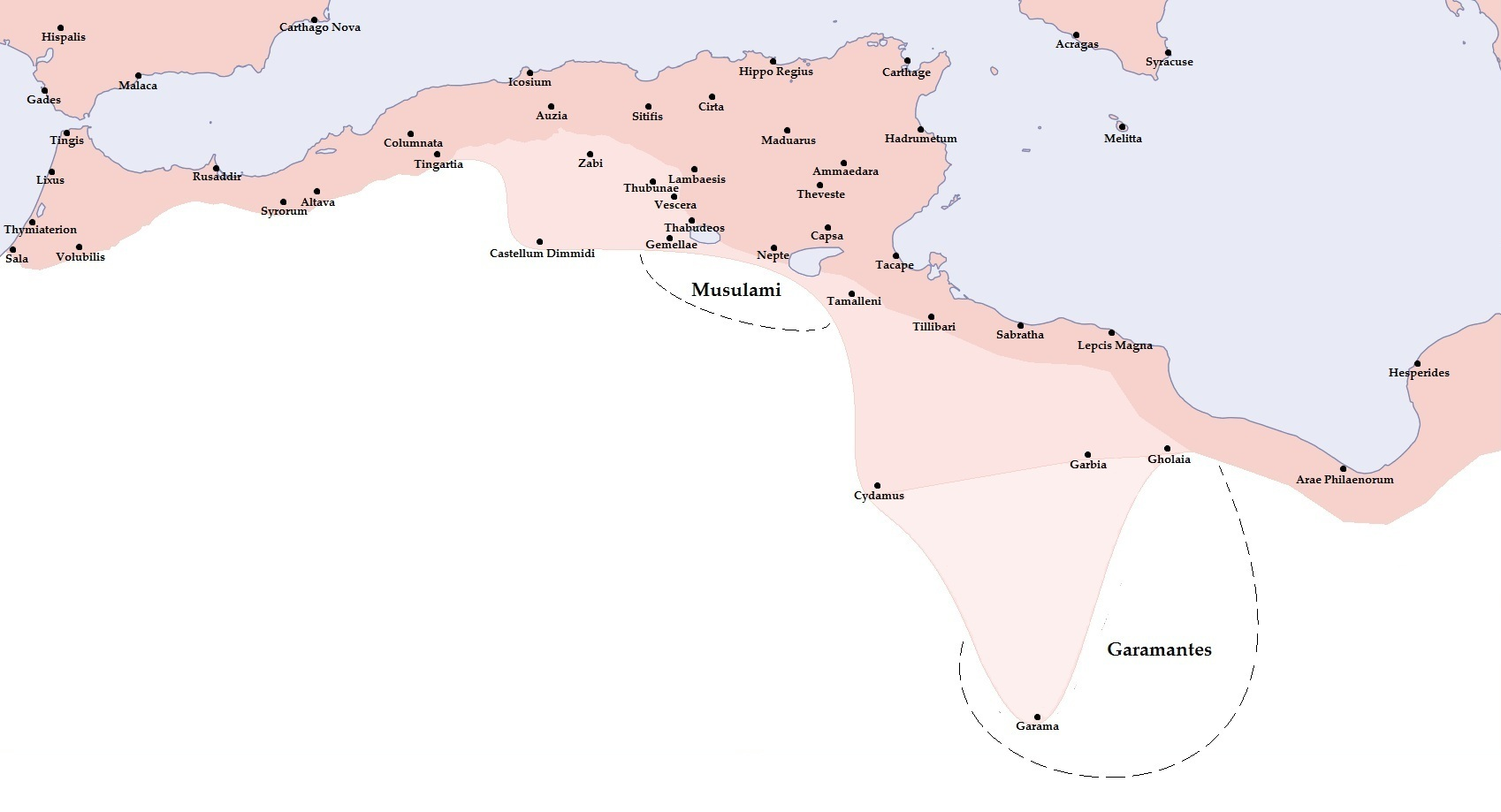
La campaña de Fausto entre 197 y 202 d. C. contribuyó en gran medida a la expansión del Limes Tripolitanus entre Nepte y Golaia.

Los romanos, para defender las principales ciudades romanas de Tripolitania (Oea, Sabratha y Leptis Magna), intervinieron y marcharon hacia el sur. Según Edward Bovill, esta campaña marcó el primer uso de camellos por parte de los romanos en el Sahara, lo que convenció a los garamantes de que su ventaja en la guerra en el desierto ya no se mantenía.
Después de eso, los garamantes comenzaron a convertirse en un estado cliente del Imperio Romano, pero los nómadas siempre pusieron en peligro la fértil zona costera de Tripolitania. Debido a esto, los romanos crearon el Limes Tripolitanus.
El primer fuerte en el limes se construyó en Thiges, para protegerse de los ataques de los nómadas en el 75. El limes se expandió bajo los emperadores Adriano y Septimio Severo, en particular bajo el legatus Quinto Anicio Fausto en 197-201.
De hecho, Anicio Fausto fue nombrado legado de la Legio III Augusta y construyó varias fortalezas defensivas del Limes Tripolitanus en Tripolitania, como Garbia y Golaia (actual Bu Ngem), para proteger la provincia de las incursiones de tribus nómadas. El limes Bizerentanus, centrado en Bezereos, se formó a finales de la Antigüedad como una sección entre los limes Tamallensis y Talalatensis.

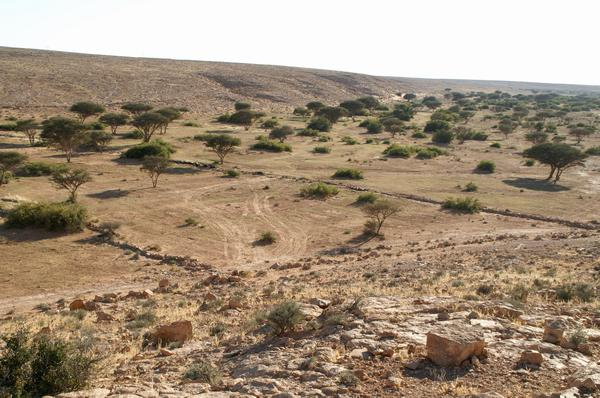
Restos en Suq al-Awty

Como consecuencia, la ciudad romana de Gerisa (actual Ghirza), situada lejos de la costa y al sur de Leptis Magna, se desarrolló rápidamente en una rica zona agrícola. Ghirza se convirtió en una ciudad en auge después del 200 d. C., cuando el emperador romano Septimio Severo, nacido en Leptis Magna, había organizado el Limes Tripolitanus.

Se establecieron exsoldados en esta área y se desarrolló la tierra árida. Se construyeron presas y cisternas en el uadi de Ghirza (entonces no seco como hoy) para regular las inundaciones repentinas. Estas estructuras aún son visibles: entre las ruinas de Gerisa hay un templo, que pudo haber sido dedicado al semidiós bereber Gurzil, y el nombre de la ciudad en sí puede incluso estar relacionado con su nombre. Los agricultores producían cereales, higos, vinos, aceitunas, legumbres, almendras, dátiles y quizás melones. Ghirza constaba de unos cuarenta edificios, incluidas seis granjas fortificadas (Centenaria). Fue abandonado en la Edad Media.

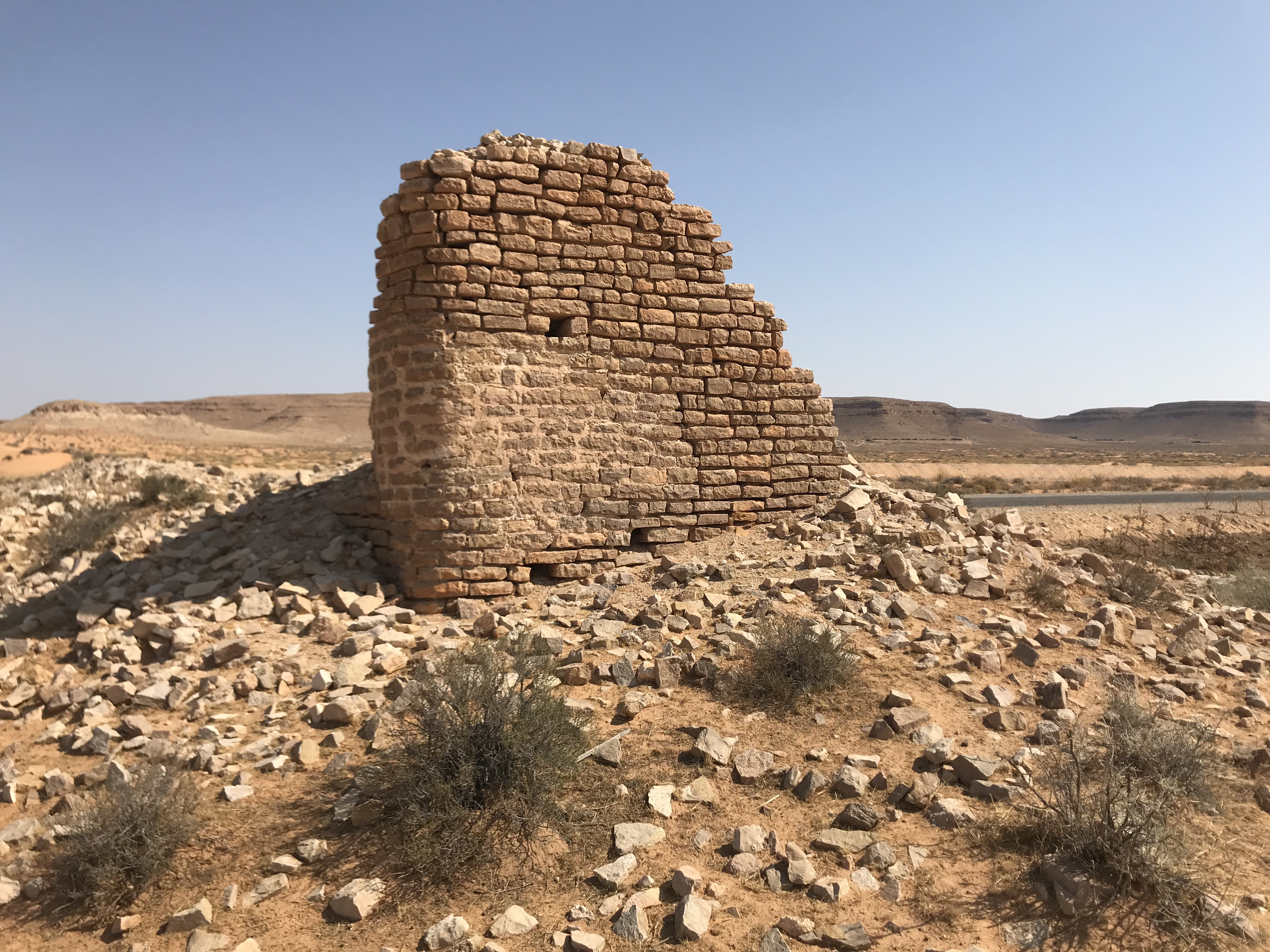
Torre de la puerta sur de la clausura en la muralla de Skifet Khil, en la gobernación de Tataouine, Túnez

Con Diocleciano, el limes se abandonó parcialmente y la defensa de la zona se delegó en los limitanei, los soldados-granjeros locales. El limes sobrevivió como una protección eficaz hasta la época bizantina y el emperador Justiniano reestructuró los limes en 533.
Actualmente, en Libia sobreviven restos muy sustanciales, por ejemplo, los castillos del limes en Abu Nujaym (antigua Golaia) y Al Qaryah al Gharbīyah, la aldea fronteriza de Gerisa, y unas 2.000 granjas fortificadas (Centenaria) como Qaryat.

### Túnez
Túnez tiene varios sitios adheridos al limes. En 2012, algunos de estos sitios fueron presentados a la UNESCO para registrarlos como Patrimonio de la Humanidad.

## Algunos fuertes (castella)
- Gadamés
- Mizda
- Bani Waled
- Abu Nujaym
- Qaryat